# Rejon petrykiwski
Rejon petrykiwski – jednostka administracyjna wchodząca w skład obwodu dniepropetrowskiego Ukrainy.
Rejon utworzony w 1991, ma powierzchnię 928 km² i liczy około 25 tysięcy mieszkańców. Siedzibą władz rejonu jest Petrykiwka.
Na terenie rejonu znajdują się 3 osiedlowe rady i 6 silskich rad, obejmujących w sumie 17 wsi.